# Gema Intxausti Miangolarra
Gema Intxausti Miangolarra (Guernica, Vizcaya, 1966) es una artista española, trabaja sobre todo la escultura.

## Biografía
Gema Intxausti nació la localidad vizcaína de Gernika-Lumo en 1966 y se licenció en Bellas Artes en la Universidad del País Vasco (UPV/EHU) en 1990.También se formó en cine y vídeo en la University College for the Creative Arts en Fernham.
Ha formado parte en diversos talleres como el de Ángel Bados, Pepe Espaliú, Txomin Badiola o María Luisa Fernández.
Premio Gure Artea a la Trayectoria Artística en 2018  donde el jurado destacó su apuesta por desarrollar un trabajo artístico lento y pausado, marca su trayectoria sin concesiones y su reflexión crítica sobre cuestiones centrales, como las de representación y narración a través de la creación plástica y visual.

## Obras

### Exposiciones individuales
- Wilder is the Black, La Taller, Bilbao (2014)
- Meanwhile… rapture, Sala Rekalde, Bilbao (2014).
- Gema Intxausti. Entre la multitud, observando el arresto, Artium, Vitoria, 2020[8]

### Exposiciones colectivas
- Intxausti, Muniategiandikoetxea, Peral, Arteleku, San Sebastián (1994)
- Gema Intxausti / Azucena Vieites, Galería DV, San Sebastián (1997),
- Gaur, Hemen, Orain, Museo de Bellas Artes, Bilbao (2001)
- Suturak, Museo San Telmo, San Sebastián (2014)

## Premios
- 2018:  premio Gure Artea[9]